# 派爾氏跳岩䲁
派爾氏跳岩䲁（學名：Petroscirtes pylei），為輻鰭魚綱鳚形目䲁科跳岩䲁屬的一種，分布於中西太平洋斐濟海域，本魚體延長，頭部和身體有2條深色側條紋，下方的側條紋延伸至臀鰭，背鰭基部4/5至2/3處顏色深並重疊有5或6個等距的淡色斑點，第一個斑點明顯、分散且呈圓形，其它斑點彌散並部分延伸到背部，背鰭硬棘12、背的軟條20枚、臀鰭硬棘2枚、臀鰭軟條20枚，體長可達4.1公分，棲息在沙石底質水域，雌魚產附著性卵，雄魚有護卵行為，幼魚為浮游性，生活習性不明。